# Henry Michaud
Henry Gabriel Louis Michaud (Perpignano, 15 giugno 1875 – Buchenwald, 24 gennaio 1945) è stato un aviatore e generale francese,  primo alto ufficiale a ricoprire l'incarico di capo di stato maggiore delle forze aeree francesi (5 ottobre 1929 - 3 gennaio 1930). Durante il corso della seconda guerra mondiale entrò resistenza nel dicembre del 1943 inquadrato nell'Organisation de résistance de l'Armée fino a suo arresto da parte della Gestapo il 18 luglio 1944.

## Biografia
Nacque a Perpignan il 15 giugno 1875 figlio di Gaspard Edmond, comandante del 27º Battaglione cacciatori a piedi, e di Madeleine Marie Andrée Michelin, ed entrò all'École spéciale militaire de Saint-Cyr  il 31 ottobre 1893, Promotion Jeanne d'Arc.
Promosso sottotenente il 1 ottobre 1895, fu assegnato al 35º Reggimento fanteria divenendo tenente dopo due anni, e il 1 novembre 1900 iniziò a frequentare la Scuola superiore di guerra da cui uscì con il brevetto di ufficiale di Stato maggiore il 31 ottobre 1902. Assegnato nuovamente al 35º Reggimento fanteria, iniziò a fare pratica presso lo Stato maggiore della 14ª Divisione.
Promosso capitano il 23 giugno 1908, si appassionò al mondo dell'aviazione entrando nell'Aéronautique Militaire allora in fase di pieno sviluppo, nel 1912 prestando servizio presso il 1º Gruppo aeroplani di Versailles. Tra il 1913 e il 1914 ricoprì diversi incarichi di Stato maggiore, e dopo lo scoppio della prima guerra mondiale rimase ferito in combattimento nel mese di settembre. Assegnato allo Stato maggiore del generale comandante il Gruppo di armate del nord, diresse la prima scuola di formazione per ufficiali di Stato maggiore organizzata nel corso del conflitto.  Promosso tenente colonnello nel marzo 1917, comandò in successione il 156º Reggimento (11-24 giugno 1917) e poi il 172° R.I.
Dopo la fine del conflitto fu assegnato allo Stato maggiore del generale Robert Georges Nivelle per riprendere quindi servizio in aeronautica, assumendo il comando del 22º Reggimento d'aviazione da bombardamento notturno di stanza a Luxeuil  nel settembre 1921. Comandò in successione la 11ª Brigata aeronautica nel 1924, la 11ª Brigata bombardieri nel 1926 e l'11º Reggimento d'aviazione di Metz nel 1927.
Frequentò il Centre des Hautes Études Militaires (1927) per un nuovo corso di formazione, venendo promosso generale di brigata aerea nel marzo dello stesso anno, ed assumendo il comando della 1ª Divisione aerea di Metz il 5 febbraio 1929.
Promosso generale di divisione aerea nel maggio 1930, il 1 giugno seguente lasciò l'incarico presso la 1ª Divisione aerea per ricoprire quello di Capo di stato maggiore delle forze aeree dal 5 ottobre al 3 gennaio 1930. In seguito entrò nel Conseil superieur de l'aire (27 agosto 1931-3 settembre 1934), e nominato generale d'armata aerea, ricoprì l'incarico di comandante dell'aviazione da caccia della riserva (14 gennaio 1933-1 aprile dello stesso anno) e di Ispettore generale delle forze aeree d'oltremare (1 aprile 1933-17 aprile 1934). Nel settembre 1934 fu messo in congedo, e posto definitivamente in posizione di riserva per raggiunti limiti d'età nel giugno 1937.
Durante il corso della seconda guerra mondiale, entrò nella resistenza nel dicembre 1943 inquadrato nell'Organisation de résistance de l'Armée, eseguendo alcune missioni di collegamento nel nord del paese tra i responsabili della resistenza metropolitana e il Consiglio dell'Impero francese. 
Arrestato dalla Gestapo il 18 luglio 1944, fu poi deportato in Germania morendo a causa dei maltrattamenti subiti nel campo di concentramento di Buchenwald il 24 gennaio 1945. Sul suo epitaffio fu scritto Mort pour la France e venne decorato postumo con la Croix de guerre 1939-1945 e con la Médaille de la Résistance.

### Annotazioni
1. ↑  Aveva conseguito il brevetto di pilota militare n.572 il 14 novembre 1911, entrando quindi di diritto nell'Associazione "Vieilles Tiger"
2. ↑  Tali decorazioni furono consegnate alla sua vedova da suo figlio, comandante della locale base aerea in una cerimonia tenutasi a Cazaux.

### Fonti
1. ↑  Bonte 1975, p. 15.
2. 1 2  Danel, Cuny 1980, p. 35.
3. 1 2  Danel, Cuny 1980, p. 61.
4. ↑  Langeron 1941, p. 45.
5. ↑  Danel, Cuny 1980, p. 60.
6. 1 2  Danel, Cuny 1980, p. 62.